# Люк Бессон
Люк Бессо́н (фр. Luc Paul Maurice Besson; нар. 18 березня 1959, Париж, Франція) — французький кінорежисер, сценарист, кінопродюсер, оператор та письменник-фантаст.

## Біографія
Народився в сім'ї інструкторів з підводного плавання і з самого дитинства готувався продовжити сімейну традицію. Все дитинство він провів на узбережжі Греції і Югославії, захоплено займаючись пірнанням та підводною фотозйомкою. Його мрією було стати спеціалістом з дельфінів. Однак у сімнадцять років у результаті нещасного випадку під час пірнання ледь не позбувся зору і був змушений покинути свою улюблену справу.

### Початок у кіно
Люк повертається в Париж, де пробує займатися різними справами, поки не прив'язується до кіно. Він дивиться багато фільмів, працює на знімальних майданчиках, на допоміжних ролях. У 19 років він їде в Голлівуд, але, попрацювавши там «хлопчиком на побігеньках», повертається на батьківщину і йде служити в армію. Відслуживши три роки, він повертається до кінематографа, спочатку як постановник музичних кліпів, а потім і як асистент режисера у «великому» кіно. Дебютом можна вважати короткометражну стрічку «Передостанній». Першим повнометражним фільмом Бессона була «Остання битва», знята на чорно-білу плівку з метою економії коштів.
Незважаючи на труднощі з бюджетом, фільм був знятий і режисер був зарахований до другої французької Нової хвилі (яка починалася з Жана-Жака Анно та Леоса Каракса). Дебют виявився вдалим — картина отримала дві нагороди на фестивалі фантастичних фільмів у Аворіаз і ще кілька різних премій.
Через рік, успіх був зміцнений картиною «Підземка» (Subway, 1985). У ній вже чітко читався специфічний стиль Бессона — гримуча суміш напруженої дії і мелодраматизму. Його герої і в наступних роботах будуть займатися своєрідним «пірнанням» в іншу, «нерідну» їм реальність, будь то кілери з «Нікіти» і «Леона» або нирець з «Блакитної безодні». Контрастний баланс між внутрішнім і зовнішнім світами дозволяє режисерові філігранно прописувати характери своїх героїв, створюючи феєрію дії і пристрастей.
У 1988 році, Бессон знімає красиву стрічку про романтику підводного світу «Блакитна безодня» (фр. Le grand bleu). Картина, пройнята ностальгією за дитячими роками і пошаною до професії водолаза і кумиру Жака Майолі, принесла Люку гроші, кілька номінацій на «Сезар» (який у результаті і був вручений за роботу беззмінного композитора Бессона та звукооператора стрічки) і культову славу.

### Початок тріумфу
Справжньою ж вершиною режисерської кар'єри Бессона став наступний його фільм — Нікіта (фр. Nikita, 1990). У стрічці найяскравіше проявився типовий авторський стиль оповіді, коли сюжет, що швидко розвивається, знімається з воістину музичною стрункістю і скрипковою напруженістю. Картину чекав касовий успіх у США. Після цієї картини, Бессон отримав загальне визнання як режисер зі світовим ім'ям. Під час зйомок фільму він зламав ногу і розлучився з дружиною.
Доходи, отримані від двох попередніх проєктів, дозволили Бессону знову звернутися до морської теми і випустити в 1991 році абсолютно некомерційний документальний науково-популярний фільм «Атлантида» (англ. Atlantis). Підводна одіссея в дусі Кусто стала своєрідним прощанням зі світом дитинства, визнанням в маною надії і любові до кінематографа.
У своїй наступній, шостій по рахунку картині, «Леон» (фр. Leon, 1994), Бессон розвинув образ похмурого кілера, заявлений ще у «Нікіті». Режисер вперше дозволив повністю розкритися акторському дару Жана Рено. Образ по-дитячому безпосереднього і по-дорослому серйозного професійного вбивці яскраво малюється ним у цій картині через історію взаємин дорослого чоловіка і дванадцятирічної дівчинки, зіграної Наталі Портман. Однак суміш американського постановчого розмаху і французької сентиментальності, не зважаючи на приголомшливий успіх, так і не завоювала жодного «Сезара».
У 1997 році виходить нова робота Бессона, під назвою «П'ятий елемент» (англ. The Fifth Element). Бессон залучив американських зірок — Брюса Уілліса та Гері Олдмена (останній блискуче зіграв ще в «Леоні»), а також свою дружину, Міллу Йовович. На постановку було витрачено $ 90 млн, що виразилося потім в приголомшливих декораціях, костюмах Жана-Поля Ґотьє і гримі. Фільм з уже традиційно чудовою музикою Еріка Серра і часом по-європейськи іронічними, а часом по-американськи прямими діалогами окупився, зібравши по всьому світу $ 266 млн, послуживши своєрідною відповіддю на ряд критичних уколів за тенденцію до американської уніфікації оригінального авторського стилю режисера.
Наступною режисерською роботою Бессона стала історична постановка «Жанна д'Арк» все з тією ж Міллою Йовович у головній ролі. Реалістична, повна батальних сцен, приголомшлива глибина візуальних образів і хвилююча музика переносять глядача на п'ятсот років тому, туди, де звуки молитов заглушаються дзвоном мечів і де безпросвітні ночі світили полум'ям вогнищ, що пожирали невинних жертв.
Після шестирічної перерви в режисурі, Бессон повернувся до свого старого проєкту, сценарій якого почав писати ще десять років тому. І в 2005 році випустив фільм-мелодраму «Ангел-А» (фр. Angel-A).
Наприкінці 2006 року виходить на екрани його перший фільм-казка «Артур і Мініпути», який дуже сподобався багатьом дітям, а у Франції мав мало не культовий статус, який утворився ще до 2003 року, коли вийшла його ж книга, за сюжетом якої було знято частину фільму. Друга частина фільму була знята за книгою «Артур і заборонене місто». У другій редакції (за фільмом) книги були об'єднані в одну.
У грудні 2009 року відбулася прем'єра другої частини казки про пригоди Артура, під назвою «Артур і помста Урдалака».
У лютому 2010 року вийшов фільм «З Парижа з любов'ю», в якому Люк Бессон виступив продюсером.
Тепер Люк Бессон працює над третім фільмом про Артура «Артур і війна двох світів», який знімається за однойменною книгою Бессона.
У 2011 році вийшла стрічка «Коломбіана», яку Люк Бессон продюсував.

## Сім'я і діти
Був одружений з акторками: Анн Парійо (Нікіта в однойменному фільмі), Майвен Ле Беско (Діва в «П'ятому елементі»; цивільний шлюб), Міла Йовович. Нинішня дружина — Вірджинія Сілла, співпродюсер останніх проєктів Бессона. У Люка Бессона є п'ять дочок.

## Визнання і нагороди
Найширше визнання Люк Бессон отримав після виходу на екрани його третього фільму «Підземка», за який він був номінований на «Найкращий фільм іноземною мовою» Британської кіноакадемії у 1986 році.

## Фільмографія
| Рік       |   | Українська назва                    | Оригінальна назва                                    | Роль                                |
| --------- | - | ----------------------------------- | ---------------------------------------------------- | ----------------------------------- |
| 1981      | ф | Передостанній                       | L'Avant dernier                                      | режисер, продюсер, сценарист, актор |
| 1983      | ф | Остання битва                       | Le Dernier comba                                     | режисер, продюсер, сценарист        |
| 1984      | ф | Не кидайте трубку                   | Ne quittez pas                                       | продюсер, актор                     |
| 1985      | ф | Підземка                            | Subway                                               | режисер, продюсер, сценарист, актор |
| 1986      | ф | Камікадзе                           | Kamikaze                                             | продюсер, сценарист                 |
| 1988      | ф | Блакитна безодня                    | Le Grand bleu                                        | режисер, продюсер, сценарист, актор |
| 1990      | ф | Її звали Нікіта                     | Nikita                                               | режисер, продюсер, сценарист        |
| 1991      | ф | Холодна луна                        | Lune froide                                          | продюсер                            |
| 1991      | ф | Атлантида                           | Atlantis                                             | режисер, продюсер, оператор         |
| 1992      | ф | Бабусі                              | Les' Mamies                                          | продюсер                            |
| 1993      | ф | Левеня                              | L' Enfant lion                                       | продюсер                            |
| 1994      | ф | Леон                                | Leon                                                 | режисер, сценарист                  |
| 1994      | ф | Передрук                            | Les Truffes                                          | продюсер                            |
| 1997—2001 | с | Її звали Нікіта                     | La Femme Nikita                                      | сценарист                           |
| 1997      | ф | П'ятий елемент                      | The Fifth Element                                    | режисер, сценарист                  |
| 1997      | ф | Чи не ковтати                       | Nil by Mouth                                         | продюсер                            |
| 1998      | ф | Таксі                               | Taxi                                                 | продюсер, сценарист                 |
| 1999      | ф | Жанна д'Арк                         | The Messenger: The Story of Joan of Arc              | режисер, продюсер, сценарист        |
| 2000      | ф | Таксі 2                             | Taxi 2                                               | продюсер, сценарист, актор          |
| 2000      | ф | Вихід                               | Exit                                                 | продюсер                            |
| 2000      | ф | Дансер                              | The Dancer                                           | продюсер, сценарист                 |
| 2001      | ф | 15 серпня                           | 15 août                                              | продюсер                            |
| 2001      | ф | Поцілунок дракона                   | Kiss of the Dragon                                   | продюсер, сценарист                 |
| 2001      | ф | Васабі                              | Wasabi                                               | продюсер, сценарист                 |
| 2001      | ф | Ямакасі: Нові самураї               | Yamakasi — Les samouraïs des temps modernes          | сценарист                           |
| 2002      | ф | Хаос та бажання                     | La Turbulence des fluides                            | продюсер                            |
| 2002      | ф | Шкура ангела                        | Peau d'ange                                          | продюсер                            |
| 2002      | ф | Бланш                               | Blanche                                              | продюсер                            |
| 2002      | ф | Перевізник                          | The Transporter                                      | продюсер, сценарист                 |
| 2003      | ф | Онг Бак                             | Ong-bak                                              | продюсер                            |
| 2003      | ф | Сміх та кара                        | Rire et châtiment                                    | продюсер                            |
| 2003      | ф | Щастя нічого не варто               | La Felicità non costa niente                         | продюсер                            |
| 2003      | ф | Я, Цезар                            | Moi César                                            | продюсер                            |
| 2003      | ф | Трістан                             | Tristan                                              | продюсер                            |
| 2003      | ф | Відбивні                            | Les Côtelettes                                       | продюсер                            |
| 2003      | ф | Таксі 3                             | Taxi 3                                               | продюсер, сценарист                 |
| 2003      | ф | Фанфан-тюльпан                      | Fanfan la tulipe                                     | продюсер, сценарист                 |
| 2003      | ф | Мішель Вальян: Жага швидкості       | Michel Vaillant                                      | продюсер, сценарист                 |
| 2003      | ф | Криваві жнива                       | Haute tension                                        | продюсер                            |
| 2003      | ф | Нахаба                              | Cheeky                                               | продюсер                            |
| 2004      | ф | Багряні ріки 2: Ангели апокаліпсису | Les Rivières pourpres II — Les anges de l'apocalypse | продюсер, сценарист                 |
| 2004      | ф | Точна копія                         | À ton image                                          | продюсер                            |
| 2004      | ф | Брехня, зрада і тому подібне...     | Mensonges et trahisons et plus si affinités...       | продюсер                            |
| 2004      | ф | Нью-Йоркське таксі                  | Taxi                                                 | продюсер, сценарист                 |
| 2004      | ф | 13 район                            | Banlieue 13                                          | продюсер, сценарист                 |
| 2005      | ф | Денні ланцюгової пес                | Danny the Dog                                        | продюсер, сценарист                 |
| 2005      | ф | Ze фільм                            | Ze film                                              | продюсер                            |
| 2005      | ф | Суфлер                              | Le Souffleur                                         | продюсер                            |
| 2005      | ф | Північний схід                      | Nordeste                                             | продюсер                            |
| 2005      | ф | Три могили                          | The Three Burials of Melquiades Estrada              | продюсер                            |
| 2005      | ф | Такий!                              | Au suivant!                                          | Продюсер                            |
| 2005      | ф | Перевізник 2                        | Transporteur II                                      | продюсер, сценарист                 |
| 2005      | ф | У його руках                        | Entre ses mains                                      | продюсер                            |
| 2005      | ф | Револьвер                           | Revolver                                             | продюсер, сценарист                 |
| 2005      | ф | Бути Стенлі Кубриком                | Colour Me Kubrick: A True...ish Story                | продюсер                            |
| 2005      | ф | Чорний ящик                         | La Boîte noire                                       | продюсер                            |
| 2005      | ф | Ангел-А                             | Angel-A                                              | режисер, продюсер, сценарист        |
| 2006      | ф | Бандитки                            | Bandidas                                             | продюсер, сценарист                 |
| 2006      | ф | Доньки китайського ботаніка         | Les Filles du botaniste                              | продюсер                            |
| 2006      | ф | Вбивці                              | Meurtrières                                          | продюсер                            |
| 2006      | ф | Коли я був співаком                 | Quand j'étais chanteur                               | продюсер                            |
| 2006      | ф | Квітень                             | Avril                                                | продюсер                            |
| 2006      | ф | Джунглі                             | La Jungle                                            | продюсер                            |
| 2006      | ф | Новий світ                          | Nuovomondo                                           | продюсер                            |
| 2006      | ф | Любов та інші катастрофи            | Love and Other Disasters                             | продюсер                            |
| 2006      | ф | Не кажи нікому                      | Ne le dis à personne                                 | продюсер                            |
| 2006      | ф | Артур і Мініпути                    | Arthur et les minimoys                               | режисер, продюсер, сценарист        |
| 2007      | ф | Мішу з д'Обер                       | Michou d'Auber                                       | продюсер                            |
| 2007      | ф | Таксі 4                             | Taxi 4                                               | продюсер, сценарист                 |
| 2007      | ф | Кордон                              | Frontière                                            | продюсер                            |
| 2007      | ф | Гість                               | L 'Invité                                            | продюсер                            |
| 2007      | ф | Секрет                              | The Secret                                           | продюсер                            |
| 2007      | ф | Замок в Іспанії                     | Un château en Espagne                                | продюсер                            |
| 2007      | ф | Хітмен                              | Hitman                                               | продюсер                            |
| 2008      | ф | Заручниця                           | Taken                                                | продюсер, сценарист                 |
| 2008      | ф | Перевізник 3                        | Transporter 3                                        | продюсер, сценарист                 |
| 2008      | ф | Міс червня                          | Come Like Shadows                                    | продюсер                            |
| 2009      | ф | 13-й район: Ультиматум              | Banlieue 13 Ultimatum                                | продюсер, сценарист                 |
| 2009      | ф | Стейтен-Айленд                      | Staten Island                                        | продюсер                            |
| 2009      | ф | Я люблю тебе, Філліп Морріс         | Love You Phillip Morris                              | продюсер                            |
| 2009      | ф | Місіонер                            | Le Missionnaire                                      | продюсер                            |
| 2009      | ф | Будинок                             | Home                                                 | продюсер                            |
| 2009      | ф | Артур та помста Урдалака            | Arthur et la vengeance de Maltazard                  | режисер, продюсер, сценарист        |
| 2009      | ф | з Парижа з любов'ю                  | From Paris with Love                                 | продюсер, сценарист                 |
| 2010      | ф | Флора Плам                          | Flora Plum                                           | продюсер                            |
| 2010      | ф | Артур та війна двох світів          | Arthur et la guerre des deux mondes                  | режисер, продюсер, сценарист        |
| 2010      | ф | 22 кулі: Безсмертний                | L'Immortel                                           | продюсер                            |
| 2010      | ф | Незвичайні пригоди Адель            | Les Aventures extraordinaires d' Adèle Blanc-Sec     | режисер, продюсер, сценарист        |
| 2011      | ф | Леді                                | The Lady                                             | режисер                             |
| 2011      | ф | Коломбіана                          | Colombiana                                           | продюсер, сценарист                 |
| 2012      | с | Перевізник                          | Transporter: The Series                              | продюсер                            |
| 2012      | с | No Limit                            | No Limit                                             | продюсер, режисер                   |
| 2012      | ф | Напролом                            | Lockout                                              | сценарист                           |
| 2012      | ф | Заручниця 2                         | Taken 2                                              | продюсер, сценарист                 |
| 2013      | ф | Малавіта                            | Malavita                                             | режисер, продюсер, сценарист        |
| 2014      | ф | Три дні на вбивство                 | Three Days to Kill                                   | продюсер, сценарист                 |
| 2014      | ф | 13-й район: Цегляні маєтки          | Brick Mansions                                       | сценарист                           |
| 2014      | ф | Люсі                                | Lucy                                                 | режисер, продюсер, сценарист        |
| 2015      | ф | Викрадена 3                         | Taken 3                                              | сценарист і продюсер                |
| 2015      | ф | Перевізник: Спадщина                | The Transporter: Refueled                            | сценарист і продюсер                |
| 2016      | ф | Замкнена                            | Shut In                                              | сценарист і продюсер                |
| 2016      | ф | Дев’ять життів                      | Nine Lives                                           | сценарист і продюсер                |
| 2016      | ф | Брама воїнів                        | The Warriors Gates                                   | сценарист і продюсер                |
| 2017      | ф | Валеріан і місто тисячі планет      | Valerian and the City of a Thousand Planets          | сценарист, режисер і продюсер       |
| 2017      | ф | Ренегати                            | Renegades                                            | сценарист і продюсер                |
| 2018      | ф | Таксі 5                             | Taxi 5                                               | продюсер                            |
| 2019      | ф | Анна                                | Anna                                                 | сценарист, режисер і продюсер       |
| 2023      | ф | Догмен                              | DogMan                                               | сценарист і режисер                 |
| 2025      | ф | Дракула: Історія кохання            | Dracula: A Love Tale                                 | сценарист і режисер                 |
|           | ф | Люсі 2                              | Lucy 2                                               | сценарист і продюсер                |